# Тлупов, Ислам Резуанович
Исла́м Резуа́нович Тлу́пов (23 марта 1994, Нальчик, Кабардино-Балкария, Россия) — российский футболист, нападающий. Мастер спорта России.

## Карьера
Ислам Тлупов родился в Нальчике, где и начал заниматься футболом. В 2011 году начал выступать за молодёжную команду клуба «Спартак-Нальчик», на тот момент игравшего в РФПЛ. В основном составе «Спартака-Нальчика» Тлупов дебютировал 13 июля 2013 года, когда вышел на замену в матче первенства ФНЛ против «Нефтехимика».
13 октября 2013 года Тлупов в матче против тульского «Арсенала» получил двойной перелом ноги в столкновении с голкипером соперников Александром Филимоновым. В следующий раз на поле нападающий вышел только в августе 2015 года, когда его клуб выступал уже в первенстве ПФЛ. 1 сентября 2015 года Тлупов забил свой первый гол за нальчан, поразив ворота «Ангушта». Всего в сезоне 2015/16 забил три гола в 22 матчах. В сезоне 2016/2017 принял участие в шести матчах ФНЛ, голами не отметился.
В осенней части сезона 2017/2018 Тлупов стал лучшим бомбардиром «Спартака-Нальчика» в первенстве ПФЛ с 9 голами в 16 матчах, после чего зимой 2018 года перешёл в «Авангард» из Курска. Весной 2018 года в составе команды дошел до финала Кубка России. В первенстве ФНЛ принял участие в 11 матчах курской команды и забил два гола.
4 июля 2018 года подписал контракт на 3 года с футбольным клубом «Томь». Дебютировал в составе томского клуба 17 июля 2018 года, заменив на поле Илью Кузьмичёва в матче против воронежского «Факела». Первый гол в составе томичей забил 29 июля 2018 года в ворота «Ротора».

## Достижения
«Спартак-Нальчик»
- Победитель зоны «Юг» первенства ПФЛ (1): 2015/16

«Авангард» Курск
- Финалист Кубка России (1): 2017/18

«Томь»
- Бронзовый призер первенства ФНЛ : 2018/2019

## Клубная статистика
| Выступление      | Выступление      | Выступление      | Лига | Лига | Кубки | Кубки | Еврокубки | Еврокубки | Прочие | Прочие | Итого | Итого |
| Клуб             | Лига             | Сезон            | Игры | Голы | Игры  | Голы  | Игры      | Голы      | Игры   | Голы   | Игры  | Голы  |
| ---------------- | ---------------- | ---------------- | ---- | ---- | ----- | ----- | --------- | --------- | ------ | ------ | ----- | ----- |
| Спартак-Нальчик  | ФНЛ              | 2013/2014        | 6    | 0    | 1     | 0     | 0         | 0         | 0      | 0      | 7     | 0     |
| Спартак-Нальчик  | ПФЛ              | 2014/2015        | 0    | 0    | 0     | 0     | 0         | 0         | 0      | 0      | 0     | 0     |
| Спартак-Нальчик  | ПФЛ              | 2015/2016        | 22   | 3    | 2     | 0     | 0         | 0         | 0      | 0      | 24    | 3     |
| Спартак-Нальчик  | ФНЛ              | 2016/2017        | 6    | 0    | 0     | 0     | 0         | 0         | 0      | 0      | 6     | 0     |
| Спартак-Нальчик  | ПФЛ              | 2017/2018        | 16   | 9    | 5     | 1     | 0         | 0         | 0      | 0      | 21    | 10    |
| Спартак-Нальчик  | Итого            | Итого            | 50   | 12   | 8     | 1     | 0         | 0         | 0      | 0      | 58    | 13    |
| Авангард         | ФНЛ              | 2017/2018        | 11   | 2    | 2     | 0     | 0         | 0         | 0      | 0      | 13    | 2     |
| Авангард         | Итого            | Итого            | 11   | 2    | 2     | 0     | 0         | 0         | 0      | 0      | 13    | 2     |
| Томь             | ФНЛ              | 2018/2019        | 32   | 2    | 1     | 0     | 0         | 0         | 2      | 0      | 35    | 2     |
| Томь             | ФНЛ              | 2019/2020        | 22   | 2    | 3     | 2     | 0         | 0         | 0      | 0      | 25    | 4     |
| Томь             | Итого            | Итого            | 54   | 4    | 4     | 2     | 0         | 0         | 2      | 0      | 60    | 6     |
| Всего за карьеру | Всего за карьеру | Всего за карьеру | 115  | 18   | 14    | 3     | 0         | 0         | 2      | 0      | 131   | 21    |